# North Greenbush
North Greenbush est une ville du comté de Rensselaer, dans l'État de New York, aux États-Unis,. En 2010, elle comptait une population de 12 075 habitants.

## Démographie
Lors du recensement de 2010, la ville comptait une population de 12 075 habitants, tandis qu'en 2016, elle est estimée à 13 929 habitants.